# مایکل کونلان (بوکسور)
مایکل کونلان (انگلیسی: Michael Conlan؛ زادهٔ ۱۹ نوامبر ۱۹۹۱) بوکسور اهل بریتانیا است.